# シルヴァン・マルコネ
シルヴァン・マルコネ（Sylvain Marconnet、1976年4月8日 - ）は、フランス・ジヴォール出身のラグビー選手。プロップとして、スタッド・フランセ・パリおよびフランス代表でプレーしている。
体格がよく、技術も持ち合わせた機動性のある選手であり、左右どちらのポジションでも同レベルのプレーができるという特質を持つ。
2007年2月4日、マルコネはシックス・ネイションズのイタリア戦で代表キャップ数が69に達し、フランス代表において最もキャップ数の多いプロップとなった。しかし、3月4日にスキーで左脛骨を骨折。全治5ヶ月と診断され、ラグビーワールドカップ2007に向けての準備に深刻な支障をきたした末に大会を棄権。代わりにニコラ・マスが代表に招集された。

## キャリア

### クラブ
- 1993-1994 ジヴォール
- 1994-1997 グルノーブル
- 1997- スタッド・フランセ

ヨーロッパ大会に56回出場しており、そのうち47回がハイネケンカップ、9回がヨーロピアン・チャレンジ・カップ。

### フランス代表
1998年11月14日のアルゼンチン戦で初セレクション。

## タイトル

### クラブ
- フランス選手権（現Top14）優勝 : 1998, 2000, 2003, 2004, 2007。
- 2005年、Top14準優勝 : ビアリッツとの決勝戦で46分にピーター・ド・ヴィリエと交代。
- 2001、2005年、ハイネケンカップ準優勝。
- 1999年、フランスカップ優勝。
- 1995年、グルノーブルで-19のフランスチャンピオン。

### フランス代表
- 71セレクション
- 年ごとのセレクション : 2(1998)、6(1999)、3(2000)、5(2001)、6(2002)、16(2003)、8(2004)、12(2005)、10(2006)、3(2007)。
- 3トライ、15得点。
- シックス・ネイションズ : 1999、2001、2002、2003、2004、2005、2006、2007。
  - グランドスラム（全勝優勝）: 2002、2004。
  - 優勝：2006、2007。

### ワールドカップ
- 2003年 : 5セレクション （スコットランド, アメリカ, アイルランド, イングランド, オールブラックス）。